# Moncayo
Moncayo – najwyższy szczyt w masywie Sierra del Moncayo i jednocześnie najwyższy szczyt całego łańcucha Gór Iberyjskich w Hiszpanii. Od 1978 rejon góry jest parkiem naturalnym.